# چانیگ
چانیگ (به مجاری:  Csánig) یک شهرداری در مجارستان است که در واش واقع شده‌است. چانیگ ۸٫۱۹ کیلومتر مربع مساحت و ۴۳۸ نفر جمعیت دارد.